# Vittorio Pelvi
(C.O. Lardini, "Napoli-Vercelli 2-0")
Vittorio Pelvi (Milano, 18 ottobre 1896 – Milano, 20 aprile 1949) è stato un calciatore italiano, di ruolo portiere.

## Carriera

### Primi anni
Debuttò con l'Enotria Goliardo nella Prima categoria, il massimo livello calcistico italiano di allora. Proseguì militando in Prima Categoria con Atalanta, per passare al Savoia, con cui, in un'epoca in cui il campionato veniva disputato attraverso eliminatorie, diventò campione campano, perdendo la finale di Lega Sud contro la Lazio solo alla gara di ritorno. Si trasferì allo Stabia, che nella stagione 1924-1925 aiutò a piazzarsi al primo posto nella Seconda Divisione Campana dando alla squadra la promozione in Prima Divisione e quindi all'Internaples.

### Napoli
Nel 1926 passò al Napoli, con cui disputò tre stagioni nella neonata Divisione Nazionale, le prime tre anche della squadra partenopea; fu il portiere nella prima partita disputata dall'appena costituita squadra, la sconfitta casalinga del 3 ottobre 1926 contro l'Inter per 3-0, disputando tutte le partite della stagione eccetto le ultime cinque, in cui fu sostituito da Armando Favi. Nella stagione 1927-1928 fu il primo portiere dei partenopei a restare imbattuto per due gare consecutive, Napoli-Pro Vercelli 2-0 e Lazio-Napoli 0-2, disputando tutte le partite giocate dai partenopei, compresa la prima vittoria della squadra nella massima divisione del campionato, Napoli-Reggiana 4-0 del 25 settembre 1927; la sua ultima stagione in Campania lo vide tra i pali in campionato solo in occasione del pareggio casalingo del 9 dicembre 1928 per 3-3 contro la Pro Vercelli, che schierava tra i panni quel Giuseppe Cavanna che l'anno seguente l'avrebbe sostituito.
Concluse la carriera in società milanesi delle categorie inferiori.